# Llanfihangel-yng-Ngwynfa
Pour les articles homonymes, voir Llanfihangel.
Llanfihangel-yng-Ngwynfa est un village du Powys, au pays de Galles. Il donne son nom à la communauté de Llanfihangel.

## Géographie
Llanfihangel-yng-Ngwynfa se trouve dans le nord du Powys, dans le comté historique du Montgomeryshire, à une vingtaine de kilomètres au nord-ouest de la ville de Welshpool. La communauté de Llanfihangel comprend aussi les villages et hameaux de Dolanog (en), Llwydiarth (en) et Pontllogel (cy).

## Démographie
Au recensement de 2011, la communauté de Llanfihangel comptait 467 habitants.

## Culture locale et patrimoine

### Lieux et monuments
La communauté de Llanfihangel comprend 25 monuments classés.

### Personnalités liées
La poétesse Ann Griffiths (1776-1805) est née à Llanfihangel-yng-Ngwynfa et elle y est enterrée.